# Mtibwa Sugar Football Club
El Mtibwa Sugar Football Club és un club de futbol tanzà de la ciutat de Turiani. Els seus colors són el verd i el blanc.

## Història
El club va ser fundat l'any 1988 per un grup de treballadors de la Mtibwa Sugar Estates Ltd. El club començà jugant a la quarta divisió el 1989 i va anar ascendint fins a arribar a la primera divisió el 1996. El 1998, la lliga es reestructurà i esdevingué Premier League.

## Palmarès
- Copa Tusker de Tanzània:[2]
  - 2008
- Copa Tusker de Tanzània:[2]
  - 2018
- Community Shield:[2]
  - 2009